# Кобецкий, Михаил Вениаминович
Михаи́л Вениами́нович Кобе́цкий (14 [26] октября 1881, Одесса, Херсонская губерния — 28 апреля 1937, Москва) — российский революционер, деятель Коминтерна, дипломат.

## Биография

В молодости. Севастополь, 1902 год

Родился 14 (26) октября 1881 года в Одессе в караимской семье выходца из города Троки Виленской губернии, мещанина Вениамина Исааковича Кобецкого. Имел старшего брата Исаака (1879 — ?). Окончил 5-ю Одесскую гимназию с золотой медалью. Одноклассник Бориса Житкова и Корнея Чуковского.
В 1900 году поступил на отделение математических наук физико-математического факультета Императорского Новороссийского университета, откуда был исключён из-за участия в студенческих беспорядках. В 1902 году выслан под надзор полиции в Севастополь. В 1903 году вступил в бакинскую организацию РСДРП, кооптирован в состав Бакинского комитета партии. После Второго съезда партии примкнул к большевикам. Работал в Курской, Екатеринославской, Санкт-Петербургской большевистских организациях РСДРП. Избран членом Петербургского комитета партии. С конца 1906-го до августа 1907 года находился под арестом в «Крестах». В 1908 году эмигрировал. В марте 1908 года поселился в Дании. Преподавал русский язык в коммерческом училище Копенгагена. Занимался переправкой в Россию большевистской газеты «Пролетарий» и центрального органа РСДРП «Социал-Демократ», организовывал пересылку партийной корреспонденции из России. Вёл переписку с В. И. Лениным и Н. К. Крупской, когда они жили в Париже. В августе 1910 года занимался организацией расположения и приезда Ленина в Копенгаген для его участия в VIII конгрессе Второго интернационала.
В 1917 году вернулся в Россию. Работал на пулемётном заводе в Коврове, затем в Датско-русской торговой палате в Петрограде. В 1919 году стал главным редактором журнала «Коммунистический Интернационал» и в августе 1920 года был введён в состав президиума Исполнительного комитета Коммунистического интернационала (ИККИ). До 1921 — секретарь, в 1921—1923 годах — заместитель председателя ИККИ. В июне-декабре 1924 года являлся уполномоченным НКИД СССР в Эстонии, с 1924 по 1933 год — полномочным представителем СССР в Дании. В июле 1933 года назначен полномочным представителем НКИД СССР при СНК ЗСФСР, а 28 апреля 1934 года — полпредом СССР в Греции. С 23 января 1935 года по совместительству — полпред в Албании.
Умер 28 апреля 1937 года после непродолжительной тяжёлой болезни в Кремлёвской больнице в Москве. Тем не менее, ряд авторов утверждает, что Кобецкий был репрессирован (расстрелян). Урна с прахом находится в нише главного зала колумбария № 2 Нового Донского кладбища. Здесь же урна с прахом жены Кобецкого, Александры Ильиничны, советской переводчицы.

## Факты
- По словам Г. Беседовского, Кобецкий, втайне от наркоминдела и по личному приказу Зиновьева, подготовлял восстание в Таллине 1 декабря 1924 года[16].
- В 1938 году Корней Чуковский ввёл имя Кобецкого во вторую редакцию своей повести «Гимназия»[3].